# ای ای بل
ای ای بل (انگلیسی: E. E. Bell؛ زادهٔ ۲۷ دسامبر ۱۹۵۵) یک هنرپیشه اهل ایالات متحده آمریکا است. وی از سال ۱۹۸۳ میلادی تاکنون مشغول فعالیت بوده‌است.